# Acacia galeata
Acacia galeata — вид квіткових рослин з родини бобових. Ареал: Австралія (Західна Австралія).

## Середовище
Вид зазвичай розташований на низьких поверхнях, хвилястих рівнинах і прибережних районах, що ростуть на піщаних або суглинистих ґрунтах, часто поверх або навколо вапняку.

## Біоморфологічна характеристика
Це кущ або дерево, що зазвичай досягає висоти від 1 до 6 метрів з голими гілочками. Розлогі та вічнозелені філодії мають форму від вузькоеліптичної до ланцетної, більш-менш нерівносторонньої та прямої до злегка серпуватої форми. Сіро-зелені та голі філодії мають довжину від 6 до 11 см і ширину від 6 до 15 мм з двома-чотирма головними жилками. Цвіте з квітня по червень і дає жовті квітки.